# Miroslav Stoch
Miroslav Stoch (Nitra, antigua Checoslovaquia, 19 de octubre de 1989) es un futbolista eslovaco que juega de centrocampista en el F. K. Motorlet Praga de la Liga de Fútbol de Bohemia.
Se caracteriza por su rapidez y movilidad, que a su vez se combinan con sus buenos desbordes y descolgadas. Basa su juego en sus dos ídolos futbolísticos, Ronaldinho y Cristiano Ronaldo, a los que trata de emular siempre en el terreno de juego.
Fue una de las promesas del fútbol eslovaco, junto con sus compatriotas Milan Lalkovič, Marek Hamšík y Vladimír Weiss.

## Trayectoria

### FC Nitra
Como niño fue visto rara vez sin un balón de fútbol. Su padre, también llamado Miroslav, se dio cuenta de su talento a una edad temprana y lo inscribió en la academia de un club local, el FC Nitra, en 1995.
Su duro trabajo en la academia del Nitra lo hizo ser considerado por el entrenador Ivan Galád después de anotar un hat trick en el equipo de reservas ante el Slovan Bratislava, aunque sólo tenía 15 años en ese tiempo y debido a las restricciones de edad en la liga eslovaca no pudo jugar sino hasta los 16 años de edad. Hizo su debut con el primer equipo a los 16 años de edad y siendo pretendido por varios equipos europeos, entre los cuales estaba el Chelsea FC de Inglaterra.
En abril de 2006 firmó un contrato con Milan Lednický, un agente reconocido por la FIFA que estaba tras sus pasos. Milan llevó a Stoch al OGC Niza de Francia, donde estuvo a prueba, antes de que el Chelsea FC de Inglaterra se interesara por él y le ofreciera jugar en sus filas. Fue firmado por la Academia del Chelsea Football Club en 2006.

### Chelsea FC

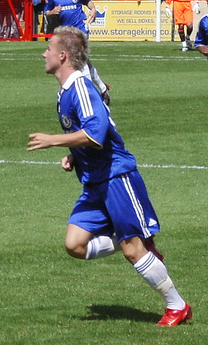
Stoch jugando con el Chelsea FC.

Stoch se convirtió rápidamente en titular del equipo juvenil, donde anotó 11 goles y terminó la temporada 2006-07 como el goleador del equipo juvenil. Comenzó la temporada 2007-08 logrando destacar de entre sus demás compañeros, consiguiendo un lugar en el equipo de reservas. Stoch también declaró que estaba cerca de hacer su debut con el primer equipo y que esperaba que lo hiciera durante la temporada 2007-08. aunque finalmente no debutó esa temporada.
En la temporada 2008-09 Stoch se ganó un lugar en el primer equipo. El 30 de noviembre de 2008 debutó con el primer equipo en la Premier League en un partido contra el Arsenal FC sustituyendo en el minuto 81 a Deco. En ese partido el Chelsea fue derrotado por 2-1 en Stamford Bridge. Hizo su segunda aparición con el equipo el 17 de enero de 2009 en la Premier League contra el Stoke City, sustituyendo en el minuto 82 a John Obi Mikel y participando con una asistencia de gol a Frank Lampard, el cual le dio la victoria al Chelsea por 2-1. Stoch también hizo su debut en la FA Cup el 14 de febrero del mismo año en un partido contra el Watford FC, sustituyendo en el minuto 72 a John Obi Mikel y sirviendo con una asistencia a Nicolas Anelka para la anotación del primer gol. El partido terminó en una victoria por 3-1 a favor del Chelsea.

### FC Twente

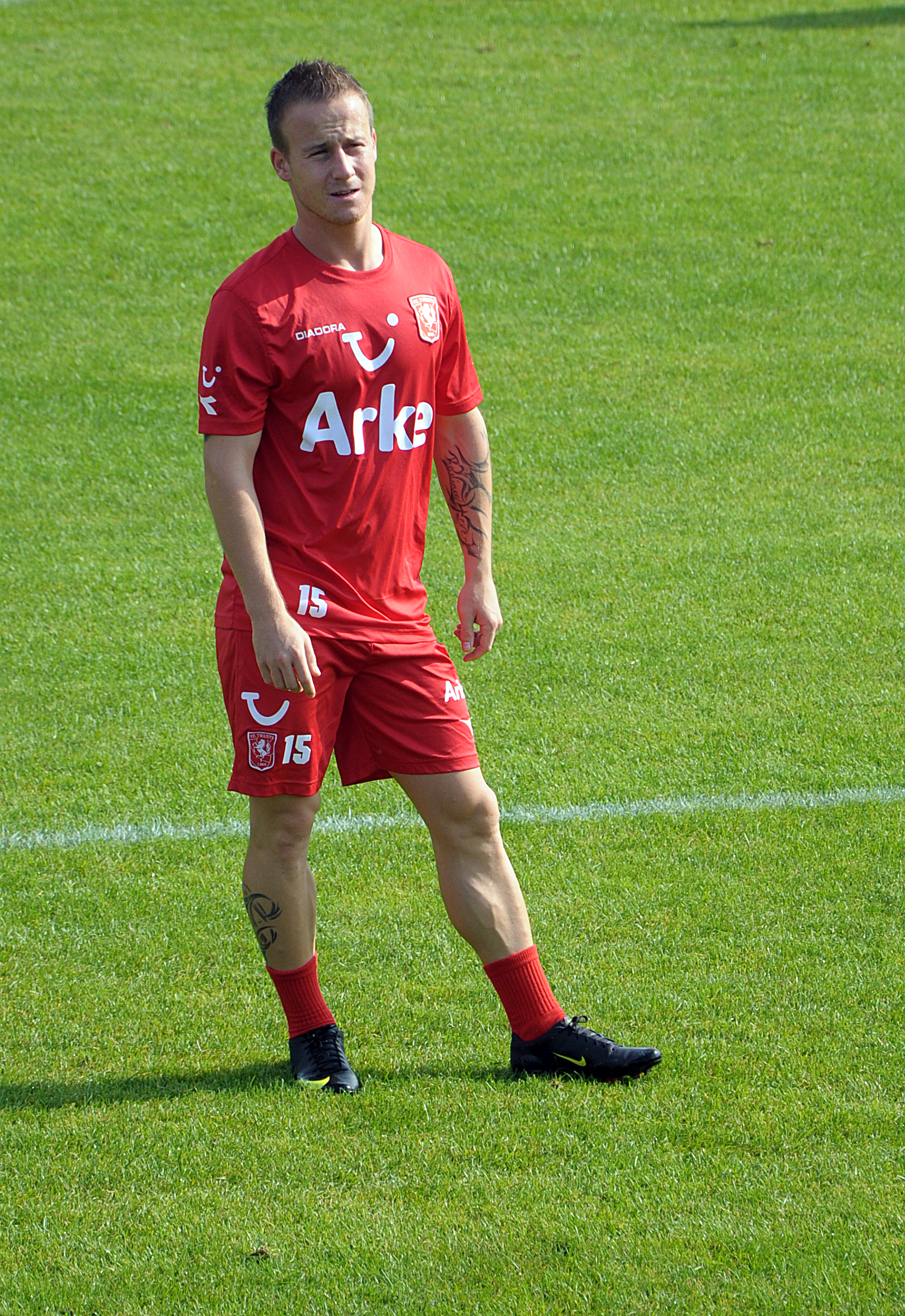
Stoch con el FC Twente.

El 16 de julio de 2009 fue cedido en préstamo al FC Twente de la Eredivisie de los Países Bajos hasta el final de la temporada 2009-10. Debutó como titular con el Twente en la ronda clasificatoria de la Liga de Campeones el 29 de julio de 2009 contra el Sporting Lisboa, saliendo de cambio en el minuto 74 por Cheick Tioté. En ese partido el Sporting y el Twente empataron a 0-0. También debutó como titular en la Eredivisie el 1 de agosto de 2009 contra el Sparta Rotterdam, saliendo de cambio al minuto 84 por Dario Vujičević. En ese partido su equipo se llevó la victoria por 2-0.
Su segundo partido en la ronda clasificatoria de la Liga de Campeones fue el 5 de agosto de 2009 en el partido de vuelta en contra del Sporting Lisboa, saliendo de cambio al minuto 79 por Nikita Rukavytsya. En ese partido el Twente y el Sporting empataron a 1-1, quedando el FC Twente eliminado por gol de visitante, pero clasificando a la ronda clasificatoria de la recién creada Liga Europa de la UEFA contra el FK Karabakh de Azerbaiyán. Su segundo juego como titular en la Eredivisie fue el 9 de agosto de 2009 en contra del PSV Eindhoven, saliendo de cambio al minuto 75 por Dario Vujičević. En ese partido el Twente y el PSV empataron a 1-1.
Stoch hizo su debut en la Liga Europa de la UEFA el 18 de septiembre de 2009 contra el Fenerbahçe SK, saliendo de cambio al minuto 69 por Dario Vujičević. En ese partido el Twente se impuso 1-2 como visitante.
El 20 de septiembre de 2009 Stoch anotó su primer doblete con el FC Twente en la victoria de su equipo 2-0 sobre el NAC Breda. Su tercer gol con el Twente ocurrió el 25 de octubre de 2009, cuando anotó al minuto 5 el primer gol en la victoria de su equipo 4-0 sobre el FC Groningen. Su cuarto gol con el Twente fue el 31 de octubre de 2009, al anotar al minuto 39 el gol que ponía momentáneamente arriba a su equipo por 2-0 sobre el Roda JC. Al final el Twente se impuso por 2-1.
El 5 de noviembre de 2009 Stoch anotó su segundo doblete con el Twente, pero esta vez en la Liga Europa contra el Sheriff Tiraspol de Moldavia, al anotar al minuto 7 el 1-0 para su equipo y en el minuto 87 el gol que le daba la victoria al Twente por 2-1. Su tercer doblete con el Twente fue el 12 de diciembre de 2009 ante el NAC Breda, al anotar el 1-1 al minuto 58 y el 2-1 al minuto 67 que ponía momentáneamente arriba a su equipo. Al final, el Twente se llevó la victoria por 3-1.
El 2 de mayo de 2010, en el último partido de liga ante el NAC Breda, Stoch anotó al minuto 74 el gol que le dio la victoria a su equipo por 2-0, lo que supuso la obtención del primer título de liga para el Twente desde que el club fue fundado en 1965, siendo el segundo título que obtendría Stoch como profesional.

### Fenerbahçe SK
El 10 de junio de 2010 fue contratado por el Fenerbahçe SK de Turquía, con el cual firmó un contrato de 4 años. Su debut oficial con el Fenerbahçe fue el 28 de julio de 2010 en la Liga de Campeones ante el Young Boys de Suiza, anotando su primer gol al minuto 42 del partido. Sin embargo, el encuentro terminó en un empate a 2-2. Su debut con el Fenerbahçe en la liga fue el 15 de agosto de 2010 ante el Antalyaspor, en donde disputó los 90 minutos. En ese partido, el Fenerbahçe se impuso por 4-0. Su primer gol en la liga con el Fenerbahçe fue el 18 de octubre de 2010 ante el Konyaspor, al haber anotado al minuto 41 el tercer gol de su equipo en la victoria por 4-1. Su segundo gol con el Fenerbahçe no sería sino hasta el 1 de mayo de 2011 ante el İB Belediyespor, en donde al minuto 2 anotó el primer gol de su equipo en la victoria por 2-0. Luego, el 22 de mayo de 2011, Stoch se proclamó campeón de la Superliga de Turquía por primera vez en su carrera, cuando el Fenerbahçe se impuso por 4-3 al Sivasspor.
Durante esta temporada, Stoch acumuló cuatro asistencias en la liga, ante el Trabzonspor, ante el Gaziantepspor, ante el Ankaragücü, y ante el Bucaspor. También acumuló dos asistencias en la copa ante el Ankaragücü.

## Selección nacional

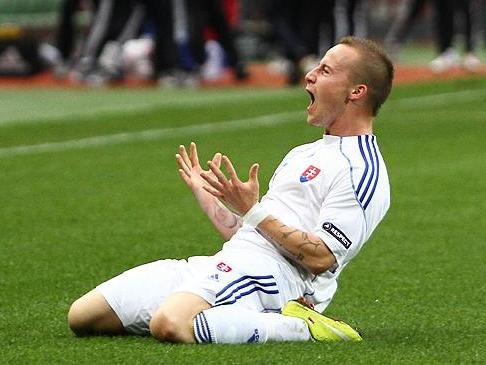
Stoch celebrando un gol con la.

Stoch hizo su debut oficial con la selección de Eslovaquia el 10 de febrero de 2009 ante Ucrania, entrando de cambio al minuto 70. Su segunda aparición con el seleccionado eslovaco ocurriría 24 horas después contra la selección de Chipre. El 6 de junio de 2009 Stoch anotó su primer gol con Eslovaquia frente a San Marino, correspondiente a la clasificación europea a la Copa Mundial de Fútbol de 2010, anotando al minuto 35 en la goleada 7-0. Su segundo gol con la selección eslovaca fue el 11 de agosto de 2010 ante la selección de Croacia, en el que Stoch abrió el marcador al minuto 50. Sin embargo, el partido terminó en un empate a 1-1. Su tercer gol fue casi un mes después, en la victoria de su equipo por 1-0 sobre Rusia, en el que Stoch anotó el único gol del encuentro.

### Goles como internacional
- Lista de marcadores y resultados. En los marcadores, el primer número corresponde a los goles marcados por Eslovaquia.

| #  | Fecha                   | Lugar                  | Adversario | Gol | Resultado | Competición                 |
| -- | ----------------------- | ---------------------- | ---------- | --- | --------- | --------------------------- |
| 1. | 6 de junio de 2009      | Bratislava, Eslovaquia | San Marino | 3-0 | 7-0       | Clasificación Mundial 2010  |
| 2. | 11 de agosto de 2010    | Bratislava, Eslovaquia | Croacia    | 1-0 | 1-1       | Amistoso                    |
| 3. | 7 de septiembre de 2010 | Moscú, Rusia           | Rusia      | 1-0 | 1-0       | Clasificación Eurocopa 2012 |

### Participaciones en Copas del Mundo
| Mundial                        | Sede      | Resultado        |
| ------------------------------ | --------- | ---------------- |
| Copa Mundial de Fútbol de 2010 | Sudáfrica | Octavos de final |

## Estadísticas
| Club                            | País                   | Año           | Partidos | Goles | Asistencias | Media goleadora |
| ------------------------------- | ---------------------- | ------------- | -------- | ----- | ----------- | --------------- |
| F. C. Nitra                     | Eslovaquia             | 2005-2006     | 3        | 0     | 0           | 0               |
| Chelsea F. C.                   | Inglaterra             | 2006-2009     | 5        | 0     | 0           | 0               |
| F. C. Twente (cedido)           | Países Bajos           | 2009-2010     | 45       | 12    | 0           | 0,27            |
| Fenerbahçe S. K.                | Turquía                | 2010-2018     | 123      | 20    | 19          | 0,16            |
| PAOK de Salónica F. C. (cedido) | Grecia                 | 2013-2014     | 50       | 10    | 12          | 0,2             |
| Al-Ain (cedido)                 | Emiratos Árabes Unidos | 2014-2015     | 38       | 14    | 18          | 0,37            |
| Bursaspor (cedido)              | Turquía                | 2015-2016     | 28       | 2     | 4           | 0,07            |
| S. K. Slavia Praga              | República Checa        | 2017-2019     | 87       | 20    | 19          | 0,23            |
| PAOK de Salónica F. C.          | Grecia                 | 2019-2020     | 15       | 0     | 2           | 0               |
| Zagłębie Lubin                  | Polonia                | 2021          | 9        | 0     | 0           | 0               |
| F. C. Slovan Liberec            | República Checa        | 2021-2022     | 12       | 1     | 0           | 0,08            |
| F. K. Motorlet Praga            | República Checa        | 2022-         |          |       |             |                 |
| Total carrera                   | Total carrera          | Total carrera | 415      | 79    | 74          | 0,19            |

- Actualizado al final de la temporada 2021-22.

## Palmarés

### Torneos nacionales
| Título                               | Club               | País                   | Año     |
| ------------------------------------ | ------------------ | ---------------------- | ------- |
| FA Cup                               | Chelsea F. C.      | Inglaterra             | 2008-09 |
| Eredivisie                           | F. C. Twente       | Países Bajos           | 2009-10 |
| Superliga de Turquía                 | Fenerbahçe S. K.   | Turquía                | 2010-11 |
| Copa de Turquía                      | Fenerbahçe S. K.   | Turquía                | 2011-12 |
| Copa de Turquía                      | Fenerbahçe S. K.   | Turquía                | 2012-13 |
| Liga Árabe del Golfo                 | Al-Ain F. C.       | Emiratos Árabes Unidos | 2014-15 |
| Copa de la República Checa           | S. K. Slavia Praga | República Checa        | 2017-18 |
| Liga de Fútbol de la República Checa | S. K. Slavia Praga | República Checa        | 2018-19 |
| Copa de la República Checa           | S. K. Slavia Praga | República Checa        | 2018-19 |

### Distinciones individuales
| Distinción                         | Año  |
| ---------------------------------- | ---- |
| Mejor Jugador Sub-21 de Eslovaquia | 2009 |
| Premio Puskás                      | 2012 |